# Ondol

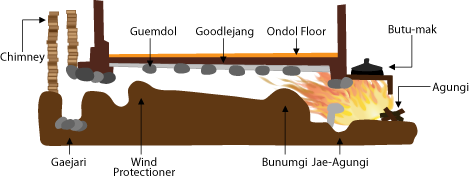
Schematische Darstellung

Ondol ist das koreanische Wort für „Fußbodenheizung“.
Das Wort Ondol (sinokoreanisch on = warm; koreanisch dol = Stein) weist darauf hin, wie diese traditionelle Heizungsanlage funktionierte: Man erwärmte mit Feuer den mit Steinen belegten Fußboden. Die Wohnräume haben unter dem Fußboden einen freien Raum, der als Heizröhre dient und durch den Rauch des Feuers erwärmt wird. Nach ähnlichem Prinzip arbeiteten römische Hypokausten.
An kalten Tagen saßen die Bewohner der Häuser mit Ondol bevorzugt auf dem Boden. Dies wird verschiedentlich als Ausgangspunkt der koreanischen Sitzkultur interpretiert – man saß bevorzugt auf dem warmen Boden, aß und schlief dort. Derselbe Raum diente als Arbeits-, Ess-, Wohn- und Schlafzimmer.
Heute gehören (moderne) Fußbodenheizungen in Korea zur Grundausstattung jeder Wohnung und sind somit viel verbreiteter als in Mitteleuropa.
Meist ist der beheizte Teil des Bodens deswegen etwas erhöht gegenüber dem nicht beheizten; dies kann am Tobang deutlich erkannt werden.